# Slice of Life Project
Das Slice of Life Project war von 1985 bis zum Jahr 2007 ein non-profit Kooperations-Projekt der Universität von Salt Lake City in Utah, um Ausbildungsmaterial unter Verwendung von Computern, Multimedia und neuen Medien für das Medizinstudium und für die Gesundheitsberufe herzustellen und zu verteilen.

## Projektablauf
Im Jahr 1986 wurde die erste Bildplatte oder "laser videodisc" – ein analoger Vorläufer der DVD – des Projektes mit über 12.000 Bildern aus medizinischen Fachgebieten veröffentlicht. Ziel war, eine visuelle Datenbank von Bildern bereitzustellen, die von Studenten und Professoren verwendet werden konnte. In diesem Sinne kann man das Projekt als einen Vorläufer von  Wikimedia Commons bezeichnen, allerdings eingeschränkt nur auf den nicht-kommerziellen akademischen Gebrauch und für die Gesundheitsberufe. Suzanne Stensaas war eine der Hauptorganisatoren des Projekts.
Die letzte Ausgabe der Bildplatte war SOL VII (Slice of Life, 7. Ausgabe) und beinhaltete Beiträge von 63 Institutionen, zwei Fachgesellschaften, einer Pharmafirma und 240 Einzelpersonen aus den Vereinigten Staaten, Kanada, Lateinamerika, Europa und Australien. Die Bildplatte beinhaltete 44.000 Bilder und 65 Videosequenzen aus den Fachgebieten Kardiologie, Zytologie, Embryologie, Anatomie, Hämatologie, Histologie, Mikrobiologie, Neuroanatomie, Parasitologie, Pathologie, Radiologie, Gastroskopie, Kolonoscopie, Dermatologie und Ophthalmologie. Die Bildplatten wurden zu einem Unkostenbeitrag von 300 US-Dollar abgegeben. Es sind keine Bildplatten mehr erhältlich. Eine Digitalisierung und Veröffentlichung als DVD oder CD-ROM war in Diskussion, wurde aber letztlich nicht umgesetzt.
Von 1989 bis zum Jahr 2007 wurden jährliche Workshops abgehalten, der vorletzte im Jahr 2006 in Lausanne in der Schweiz und im Jahr 2007 der letzte Workshop in Salt Lake City in Utah, USA.

## Schwesterprojekt
Ein Schwesterprojekt zu Slice of Life ist HEAL (Health Education Assets Library). 22.000 medizinische digitale Materialien sind unter CC BY-NC-ND 3.0 (creative commons NonCommercial-NoDerivs 3.0 Unported) bereitgestellt.

## Ausblick
Seit 2008 wurden die Aktivitäten und der Geist des Projekts in die jährlichen Workshops der International Association of Medical Science Educators (IAMSE) eingebracht.